# Альдегиддегидрогеназа
Альдегиддегидрогеназы — группа ферментов, катализирующих окисление альдегидов. Играют важную роль в выведении алкоголя из организма.

## Гены альдегиддегидрогеназ человека
- ALDH1A1, ALDH1A2, ALDH1A3, ALDH1B1, ALDH1L1, ALDH1L2
- ALDH2
- ALDH3A1, ALDH3A2, ALDH3B1, ALDH3B2
- ALDH4A1
- ALDH5A1
- ALDH6A1
- ALDH7A1
- ALDH8A1
- ALDH9A1
- ALDH16A1
- ALDH18A1